# Gottfried Baumgärtel
Gottfried Baumgärtel (* 24. September 1920 in Leipzig; † 26. Juli 1997 in Würzburg) war ein deutscher Jurist und Hochschullehrer.

## Leben und Wirken
Baumgärtel, ein Sohn des Theologen Friedrich Baumgärtel, studierte Rechtswissenschaften in Göttingen, Berlin, Greifswald und Rostock. Sein erstes Staatsexamen legte er 1940 ab. Nach Kriegsteilnahme im Zweiten Weltkrieg und Kriegsgefangenschaft absolvierte er ab 1948 sein Rechtsreferendariat, das er 1951 mit dem zweiten Staatsexamen abschloss. Im gleichen Jahr promovierte er bei dem Erlanger Rechtshistoriker und Kirchenrechtler Hans Liermann über ein rechtsgeschichtliches Thema. Danach wurde er Assistent bei dem Zivilrechtler Rudolf Pohle und habilitierte sich 1956 mit der Schrift „Wesen und Begriff der Prozeßhandlung einer Partei im Zivilprozeß“, die 1972 in zweiter Auflage erschien und ins Japanische übersetzt wurde.

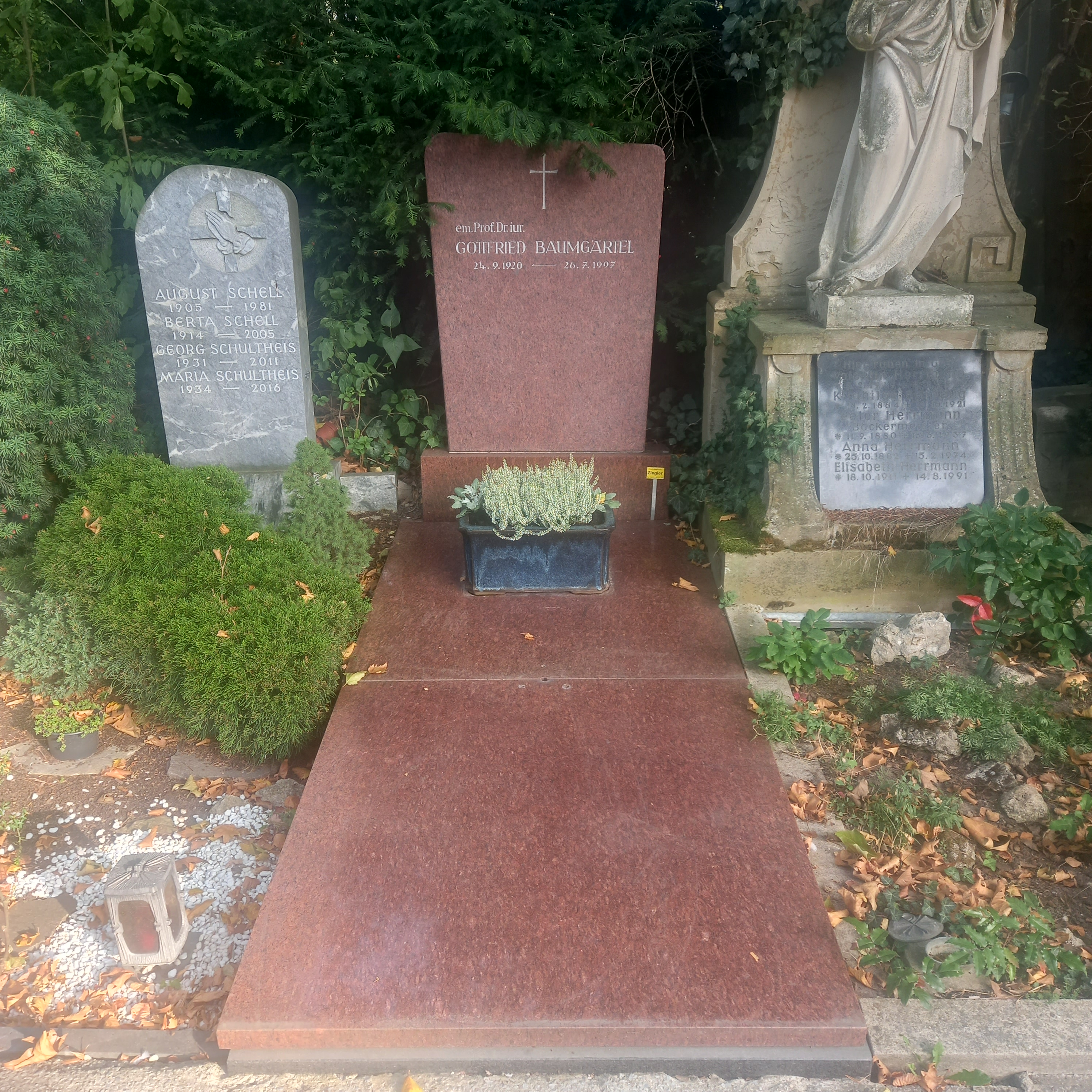
Das Grab von Gottfried Baumgärtel auf dem Hauptfriedhof Würzburg

Nach der Habilitation folgten zunächst Lehrstuhlvertretungen in Marburg, München und Göttingen, ehe Baumgärtel im Jahr 1960 einen Ruf auf einen zivilrechtlichen Lehrstuhl an der Philipps-Universität Marburg erhielt. 1966 wechselte er auf den Lehrstuhl für deutsches und ausländisches Zivilprozeßrecht sowie Bürgerliches Recht an der Universität zu Köln.
Baumgärtels wissenschaftliches Werk umfasst rund 330 Veröffentlichungen und widmet sich vor allem dem Privatrecht und Zivilprozessrecht, insbesondere dem Beweisrecht. Sein mehrbändiges Hauptwerk, das „Handbuch der Beweislast im Privatrecht“, erschien seit 1981 und wird nach seinem Tod von Hans-Willi Laumen und Hanns Prütting fortgeführt. In der Literatur wird Baumgärtel als „Beweislast-Papst“ gewürdigt, der darüber hinaus auch mit seinen Arbeiten zur Rechtstatsachenforschung im Zivilverfahrensrecht „Pionierarbeit“ geleistet habe.
Baumgärtel pflegte vielfältige internationale Forschungskontakte. Für seine Verdienste wurde er 1984 mit dem japanischen Orden der aufgehenden Sonne ausgezeichnet. Die japanische Keiō-Universität in Tokio (1977), die belgische Vrije Universiteit Brussel (1982) und die griechische Aristoteles-Universität Thessaloniki (1991) verliehen ihm die Ehrendoktorwürde.
Gottfried Baumgärtel starb am 26. Juli 1997 im Alter von 76 Jahren in Würzburg. Er fand seine letzte Ruhestätte auf dem dortigen Hauptfriedhof.

## Werke (Auswahl)
- Die Gutachter- und Urteilstätigkeit der Erlanger Juristenfakultät in dem ersten Jahrhundert ihres Bestehens, Erlangen 1951.
- Wesen und Begriff der Prozeßhandlung einer Partei im Zivilprozeß, 1. Aufl. Berlin 1957, 2. Aufl. Köln 1972
- Der Zivilprozeßrechtsfall, 1. Aufl. Köln 1965 bis 8. Aufl. Köln 1995
- Rechtstatsachen zur Dauer des Zivilprozesses (erste Instanz) : Modell einer Gesetzesvorbereitung mittels elektronischer Datenverarbeitungsanlagen, hrsg. von Gottfried Baumgärtel und Peter Mes, Köln 1971.
- Gleicher Zugang zum Recht für alle. Ein Grundproblem des Rechtsschutzes, Köln 1976.
- Handbuch der Beweislast im Privatrecht, 5 Bände, 1. Aufl. Köln 1981ff., 2. Aufl. Köln 1991ff.